# Personaggi di Volevo fare la rockstar
Questa è la lista dei personaggi della serie televisiva italiana Volevo fare la rockstar.

## Francesco Colombo
Francesco è un imprenditore milanese, scontroso ma dal cuore d'oro, trasferitosi a Caselonghe dopo aver rilevato un piccolo supermercato. È il capo di Olly, nonché suo interesse amoroso. Si è trasferito a Caselonghe con sua figlia Martina, alla quale è molto legato, e proprio perché come Olly comprende le difficoltà dell'essere un genitore single i due si trovano spesso in sintonia. In passato era un delinquente sposato con Mara, una donna che lo tradiva e che successivamente si è ammalata di cancro, morendo quando la figlia aveva solo otto anni; da quel momento Francesco decise di cambiare totalmente vita per il bene di Martina, diventando un uomo onesto. Emma e Viola si affezionano velocemente a lui. In seguito deciderà, dopo aver trovato un modo di azzerare i debiti del supermercato con l'aiuto di Olly, di trasformarlo in uno spaccio-bio.
È interpretato da Giuseppe Battiston.

## Olly Mazzuccato
Olivia, soprannominata Olly, è la protagonista della serie, giovane madre single; ha avuto le sue gemelle, Emma e Viola (che lei affettuosamente chiama le brulle proprio perché lei dice essere brutte ma anche belle) a soli 16 anni dopo aver avuto una breve storia con Vittorio, il quale si trasferisce a Londra senza darle il tempo di rivelargli della sua gravidanza (sebbene lui già lo sapesse), cosicché lei si trova a crescerle da sola. Ai tempi dell'adolescenza suonava il basso nel gruppo Takabrighe insieme agli amici Daniela e Fulvio, sperando di diventare una famosa rockstar, ma una volta rimasta incinta decide di mettere da parte questo sogno per prendersi cura della sua famiglia, composta anche dal fratello minore Eros e da sua madre Nadia, ex alcolista, vivendo insieme alla sua famiglia nella loro casa a Caselonghe. È una persona sensibile, spontanea e intelligente, che cerca sempre di trovare una soluzione ai suoi problemi anche con metodi poco convenzionali, ma anche egocentrica, insicura e immatura; ama le sue figlie al di sopra di tutto e farebbe qualunque cosa per loro, infatti per mantenerle fa più di un lavoro e anche per questo nella sua vita c'è poco spazio per il divertimento. Essendo una ragazza molto bella, gli uomini tendono a innamorarsi facilmente di lei. Tenta in tutti i modi di conciliare la sua doppia vita: quella di madre ma anche quella di donna single. È innamorata di Francesco, proprietario del supermercato dove lavora.
È interpretata da Valentina Bellè.

## Nice Zignoni
Nice è la raffinata moglie di un amministratore bancario. È la madre di Vittorio, e quindi nonna paterna di Emma e Viola. Lei e il marito non si sono mai amati (lei ha dovuto mettere da parte le proprie ambizioni, mentre il marito la tradiva continuamente): infatti l'unica cosa che li ha tenuti legati è stato il figlio Vittorio, con il quale però era in cattivi rapporti dato che Vittorio con la sua immaturità e il suo egoismo le ha solo procurato delusioni, anche se lei lo ama moltissimo. Assume Nadia come giardiniera della sua villa. In passato ha studiato a New York, voleva diventare un'antropologa, ma suo padre la costrinse a tornare in Italia affinché si occupasse della banca di famiglia, della quale dopo il matrimonio si occupa il marito. È lei a dirigere la banca adesso che le condizioni di salute del marito non glielo consentono, gestisce gli affari in maniera fredda e distaccata, a causa del suo triste passato è diventata una donna cinica e disillusa, nasconde però un animo fragile e sensibile. Sembra che solo Emma riesca a tirare fuori il suo lato più vulnerabile e con lei stringe un bel legame. Ha diverse passioni, come l'arte, la letteratura e il tiro a volo. Più volte è stato messo in evidenza che se Viola somiglia di più a Olly e Nadia, al contrario Emma è uguale a Nice.
È interpretata da Angela Finocchiaro.

## Nadja Casarin
Nadja è la madre cinquantenne di Olly ed Eros, e nonna materna di Emma e Viola. È una donna estremamente vitale, svampita e impulsiva, con un passato da tossicodipendente e alcolista. Diventata madre da giovane e rimasta presto vedova, ha sentito la necessità di riempire dei vuoti interiori mettendo i figli in secondo piano. Dopo aver frequentato un corso di riabilitazione, decide di rimettersi in carreggiata e tornare da loro. Gradualmente, lavorerà sodo per ricostruire un rapporto con i suoi figli, che passo dopo passo riusciranno a riaccettarla nelle loro vite, inoltre le sue nipoti la adorano. Lavora come giardiniera nella villa di Nice. È una donna saggia, intelligente e con un ottimo senso dell'osservazione, è stata la prima a scoprire che Eros è gay, benché lui avesse tentato di tenerlo nascosto.
È interpretata da Emanuela Grimalda.

## Eros Mazzuccato
Eros è il fratello minore di Olly, 17enne di carattere pigro e immaturo. All’apparenza è un bugiardo cronico, privo di un minimo senso del dovere, con nessun interesse per l'istruzione e per il lavoro, anche se in realtà è un ragazzo intelligente benché non abbia mai messo a frutto le sue potenzialità. Usa l’ironia e la leggerezza per nascondere la sua insoddisfazione nei confronti della sua vita e l’odio che prova per se stesso. È segretamente gay, e mantiene nascosto il fatto fingendo di essere uno sciupafemmine e provandoci con tutte le ragazze. Quando si accorge che Martina è interessata a lui, finge di ricambiare per farsi aiutare a migliorare i voti scolastici, ma nel frequentarla si affezionerà molto a lei tanto da reputarla ‘’la cosa più bella che gli sia mai capitata nella vita’’. Quando Martina si innamora seriamente di lui Eros decide di rivelarle la verità, anche perché lei lo aveva sorpreso in flagrante con Antonio, fidanzato della sua migliore amica Vanessa. Eros è innamorato di Antonio e più volte ha cercato di convincerlo a partire insieme lasciando la città. Quando scopre che Vanessa è rimasta incinta però litiga con Antonio e lo spinge a prendersi le sue responsabilità, in quanto conosce bene la vita di una ragazza che cresce un figlio da sola (avendo l’esempio di sua sorella) e non vuole quella stessa vita per la sua amica. Ha un rapporto conflittuale con sua madre Nadia, andata via quando era molto piccolo. Comunque, proprio grazie a Nadia, troverà il coraggio di confessare a Olly la sua omosessualità.
Nella seconda stagione, Eros si fidanzerà ufficialmente con Fabio, anche se il loro rapporto viene inizialmente ostacolato da Antonio. Nell'ultimo episodio, Fabio decide di trasferirsi per un anno a Parigi e i due iniziano così una relazione a distanza.

È interpretato da Riccardo Maria Manera.

## Martina Colombo
Martina è la figlia ingenua 16enne di Francesco. Prova un forte senso di solitudine per il quale ha tentato il suicidio, e che suo padre non ha saputo colmare. In passato è stata vittima di bullismo da parte dei suoi compagni di scuola, è per questo che lei e suo padre hanno lasciato Milano per trasferirsi a Caselonghe. Nasconde il suo disagio, dovuto anche alla forte insicurezza riguardo al suo fisico robusto, con un umorismo tagliente. Ha sofferto molto per la morte di sua madre. Grazie al rapporto con Eros diventa più sicura di sé. È un'ottima disegnatrice e sa come tirare fuori il meglio dalle persone. Lascerà Caselonghe per trasferirsi in una prestigiosa scuola in Canada.
È interpretata da Margherita Morchio.

## Daniela
Daniela fa la veterinaria ed è l'amica storica di Olly. Essendo incapace di costruire un legame amoroso, è dedita a relazioni occasionali. Per qualche tempo prova attrazione verso Francesco, arrendendosi al fatto che lui non può ricambiarla dato che è innamorato di Olly.
Nella seconda stagione, deciderà di trasferirsi in Cina e, prima di partire, insieme a Olly si tatuerà un bicchiere di vino sul braccio.
È interpretata da Sara Lazzaro.

## Fulvio
Fulvio è un prete anticonvenzionale e storico amico di Olly e Daniela. In passato è stato il batterista del gruppo Takabrighe formato insieme alle due amiche. Il suo ruolo non gli impedisce di coltivare la passione per la musica punk, tanto che alcune volte cita Marilyn Manson. Il suo viso angelico rispecchia il carattere gentile, ma anche onesto nel momento in cui gli viene chiesto un consiglio.
È interpretato da Matteo Lai.

## Antonio Morganti
Antonio è il figlio del sindaco, nonché carabiniere. È ufficialmente fidanzato con Vanessa, con la quale si deve sposare, ma intrattiene in segreto una relazione con Eros. Cerca in tutti i modi di tenere nascosta la sua omosessualità per timore di essere giudicato. Quando scopre che Vanessa è incinta di due mesi tenta la fuga in Slovenia ma, dopo che Eros glielo impedisce, torna insieme alla fidanzata e le rivela che Eros le ha sempre mentito su tutto. È orgoglioso, istintivo e passionale.

È interpretato da Fabrizio Costella.

## Vanessa
Vanessa è la fidanzata di Antonio e la migliore amica di Eros. All'apparenza ricalca lo stereotipo della "bionda superficiale", ma in realtà è una ragazza molto buona e una valida confidente. Diventa subito amica di Martina e, credendo che Eros ne sia innamorato, la incoraggia a farsi avanti. Quando però comprende che l'amico è in realtà una persona bugiarda, egoista e crudele, ne rimane profondamente disgustata e non vuole più vederlo. Il suo più grande desiderio è sposare Antonio, dal quale aspetta un bambino, ignorando però che lui è gay.
È interpretata da Alessia Debandi.

## Cesare Conte
Cesare è il bel professore di educazione fisica e allenatore di rugby di Viola, di carattere timido, gentile e rispettoso. Durante l'adolescenza era un ragazzo sovrappeso e per questo è stato vittima di bullismo. L'insicurezza riguardo al proprio corpo, che non lo ha abbandonato del tutto, lo porta a non sapersi lasciar andare nella sfera privata. Viola ha un debole per lui. Cesare frequentava lo stesso liceo di Olly, della quale era innamorato, i due intraprenderanno una relazione, ma poi Cesare la lascerà quando Olly lo tradirà con Giovanni, il suo migliore amico. In seguito lascerà il suo lavoro di insegnante.
È interpretato da Lorenzo Adorni.

## Vittorio Erti Zignoni
Vittorio è il figlio di Nice, nonché padre di Emma e Viola. Lui e Olly ebbero una breve relazione durante l'adolescenza, ma quando scoprì di averla messa incinta, scappò da Caselonghe senza dire nulla ai suoi genitori, e con la scusa di voler inseguire il suo sogno di diventare musicista, abbandona Olly per non assumersi le sue responsabilità di padre. Si trasferisce a Londra per tentare la carriera di musicista, collezionando solo un fallimento dietro l'altro, non ha saputo maturare abbastanza ed è rimasto un irresponsabile, finendo perfino per indebitarsi con persone poco raccomandabili. Uomo affascinante, egocentrico, bugiardo e manipolatore. Dopo dodici anni, in seguito alla morte del padre, torna a Caselonghe nella speranza di manipolare Olly, Emma e Viola per arrivare ai soldi di Nice, ma il suo piano fallirà. Tuttavia, dopo un po' di tempo riuscirà a riscattarsi diventando un musicista affermato, seppur riarrangiando una canzone di Olly. Nella seconda stagione Vittorio si trova in prigione in Inghilterra per truffa.
È interpretato da Ernesto D'Argenio.

## Giovanni Trevi
Giovanni è un brillante psichiatra, storico amico di Cesare. Ha sempre protetto l'amico dai bulli e dalle relazioni sbagliate. È lui che, avendo in cura Olly in occasione del suo incidente stradale, e convinto che non abbia una vita sentimentale a causa di un blocco psicologico, le consiglia di aprire un blog (che la ragazza intitola Volevo fare la rockstar) per aprirsi. Giovanni corteggia spudoratamente Olly dopo che lei inizia una relazione con Cesare, considerandola volubile e quindi non adatta all'amico (poiché secondo lui sta con Cesare solo perché rappresenta la scelta più sicura), avendone conferma dopo che consumano un rapporto sessuale, cosa che comporterà la fine della loro relazione, senza mostrare alcun senso di colpa anche perché, nonostante l'attrazione per Olly, non provava nessun sentimento per lei.
È interpretato da Davide Iacopini.

## Riccardo Mancuso
Mancuso è un vecchio amico di Francesco, ma il legame si incrina quando quest'ultimo scopre che l'amico intende aprire un centro commerciale con ampi parcheggi e cinema, non distante dal suo piccolo, e già indebitato, supermercato, con il concreto rischio di sottrargli i clienti.
È interpretato da Diego Ribon.

## Primo Casarin
Primo è il padre ottantenne di Nadia, nonché il nonno di Olly ed Eros, e bisnonno di Emma e Viola. Vive in una casa di riposo in Slovenia. È lui ad aver cresciuto i nipoti mentre la figlia era lontana. Rispetto al passato, anche se ha perso una certa imponenza, conserva un atteggiamento severo e intransigente. Nostalgico di Mussolini, conserva alcuni cimeli tra i quali un busto del Duce e una vecchia pistola Luger. Dietro la facciata autoritaria nasconde un'anima affettuosa e protettiva verso i nipoti, e una certa tendenza alla malinconia. Burbero, rabbioso e piuttosto volgare, odia praticamente chiunque, compresa la figlia che per lui è sempre stata una delusione. È vedovo, il suo era un matrimonio infelice, praticamente Eros è l'unica persona che riesce a tollerare.
È interpretato da Teco Celio.

## Emma Mazzuccato
Emma ha 11 anni, un'intelligenza straordinaria e una personalità molto matura per la sua età. Affascinata da tutto ciò che può stimolare il suo intelletto, non ha i pensieri tipici delle sue coetanee, ed è fisicamente ancora piccola e mingherlina. Il suo essere piuttosto diversa dagli altri membri della sua famiglia la fa sentire non di rado fuori posto, infatti soltanto sua nonna Nice sembra l'unica che riesca a capirla, proprio perché hanno tanto in comune. Ha diverse passioni, come la musica classica, la letteratura e i manga giapponesi. Soffre di sonnambulismo.
È interpretata da Caterina Baccicchetto.

## Viola Mazzuccato
Viola ha 11 anni e un carattere irruento e bellicoso. A differenza della gemella, Viola soffre particolarmente la mancanza di una figura paterna. È tutto l'opposto di Emma, infatti lei è ingenua nonché insicura, proprio per questo è così dipendente dalla sua gemella. È molto attaccata alla sua famiglia e sempre pronta a difenderla.
È interpretata da Viola Mestriner.